# Melicope wawraeana
Melicope wawraeana là một loài thực vật thuộc họ Rutaceae. Đây là loài đặc hữu của quần đảo Hawaii.